# Will Johnson
William David Johnson (ur. 21 stycznia 1987 w Toronto) – kanadyjski piłkarz występujący na pozycji środkowego lub defensywnego pomocnika, często występuje również jako prawy obrońca. Posiada także obywatelstwo brytyjskie i amerykańskie.

## Życiorys

### Kariera klubowa
Johnson karierę rozpoczynał w 1996 roku jako junior w klubie Woodridge Storm. W 1998 roku trafił do juniorskiej ekipy angielskiego Blackburn Rovers. W 2003 roku odszedł do juniorów amerykańskiego Chicago Fire. W sezonie 2005 został włączony do pierwszej drużyny Chicago Fire. W MLS zadebiutował 16 lipca 2005 w zremisowanym 1:1 meczu z Columbus Crew. 24 lipca 2005 w przegranym 1:4 spotkaniu z Colorado Rapids strzelił pierwszego gola w trakcie gry w MLS.
W 2006 roku podpisał kontrakt z holenderskim sc Heerenveen. 29 listopada 2006 w wygranym 3:1 pojedynku z SBV Vitesse zadebiutował w Eredivisie. 27 grudnia 2006 w wygranym 2:0 spotkaniu z NEC Nijmegen zdobył pierwszą bramkę w Eredivisie. W sezonie 2006/2007 zagrał w 14 ligowych meczach i strzelił jednego gola. Sezon 2007/2008 spędził na wypożyczeniu w De Graafschap.
W 2008 roku odszedł do amerykańskiego zespołu MLS – Realu Salt Lake. Pierwszy ligowy mecz w jego barwach zaliczył 30 sierpnia 2008 przeciwko Colorado Rapids (2:0). Gol Johnsona z rozegranego 19 października 2008 meczu z FC Dallas (3:1) został uznany bramką sezonu 2008.
W 2013 roku Johnson został zawodnikiem Portland Timbers, a w 2016 trafił do Toronto FC.
1 stycznia 2017 podpisał kontrakt z amerykańskim klubem Orlando City SC, umowa do 31 grudnia 2019; bez odstępnego.

### Kariera reprezentacyjna
W reprezentacji Kanady Johnson zadebiutował 16 listopada 2005 w wygranym 1:0 towarzyskim meczu z Luksemburgiem. W 2009 roku został powołany do kadry na Złoty Puchar CONCACAF, na którym zagrał we wszystkich czterech meczach swojej drużyny, która odpadła z rozgrywek w ćwierćfinale, po porażce 0:1 z Hondurasem.